# 瑞蒂尼
瑞蒂尼（法語：Jutigny，法語發音：[ʒytiɲi] ⓘ）是法国塞纳-马恩省的一个市镇，属于普罗万区。

## 地理
瑞蒂尼（48°29'54"N, 3°13'53"E）面积4.6 平方千米，位于法国法蘭西島大區塞纳-马恩省，该省份为法国北部内陆省份，北起瓦兹省，西接埃松省、马恩河谷省、塞纳-圣但尼省和瓦兹河谷省，南至卢瓦雷省，东南接约讷省，东临马恩省和奥布省，东北接埃纳省。
与瑞蒂尼接壤的市镇（或旧市镇、城区）包括：武尔济河畔莱索尔姆、帕鲁瓦、萨万、沙尔迈松、隆格维尔。

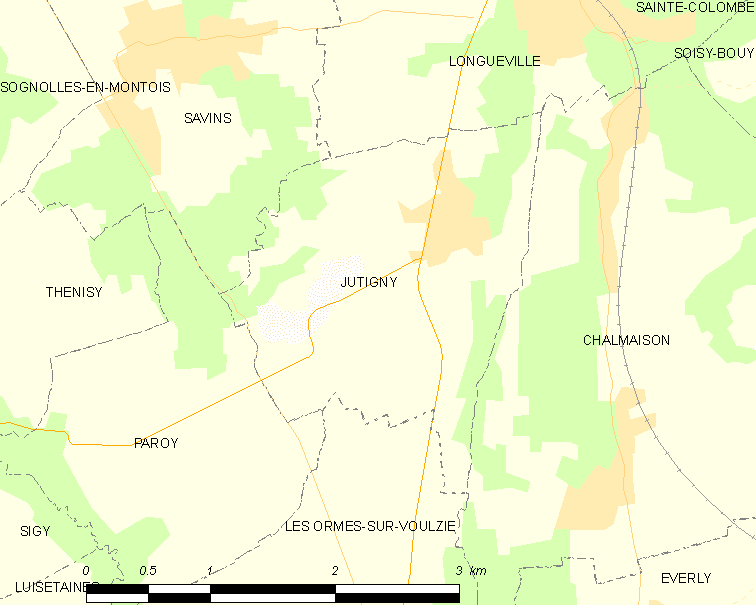
瑞蒂尼的OSM定位图

瑞蒂尼的时区为UTC+01:00、UTC+02:00（夏令时）。

## 行政
瑞蒂尼的邮政编码为77650，INSEE市镇编码为77242。

## 政治
瑞蒂尼所属的省级选区为普罗万县。

## 人口

1962-2008年间瑞蒂尼人口变化图示

瑞蒂尼于2022年1月1日时的人口数量为542人。